# Подтурен
46°28′ пн. ш. 16°32′ сх. д. / 46.46° пн. ш. 16.54° сх. д.
Подтурен (хорв. Podturen) – громада і населений пункт в Меджимурській жупанії Хорватії.

## Населення
Населення громади за даними перепису 2011 року становило 3 873 осіб, 1 з яких назвав рідною українську мову. Населення самого поселення становило 1 365 осіб.
Динаміка чисельності населення громади:
Динаміка чисельності населення центру громади:

## Населені пункти
Крім поселення Подтурен, до громади також входять: 
- Целине
- Феркетинець
- Миклавець
- Новаковець
- Сивиця

## Клімат
Середня річна температура становить 10,21°C, середня максимальна – 24,69°C, а середня мінімальна – -6,69°C. Середня річна кількість опадів – 789,00 мм.
| Клімат поселення                              | Клімат поселення | Клімат поселення | Клімат поселення | Клімат поселення | Клімат поселення | Клімат поселення | Клімат поселення | Клімат поселення | Клімат поселення | Клімат поселення | Клімат поселення | Клімат поселення | Клімат поселення |
| Показник                                      | Січ.             | Лют.             | Бер.             | Квіт.            | Трав.            | Черв.            | Лип.             | Серп.            | Вер.             | Жовт.            | Лист.            | Груд.            |                  |
| Середній максимум, °C                         | 5,50             | 7,62             | 12,12            | 16,76            | 21,98            | 24,69            | 24,02            | 23,48            | 19,48            | 14,18            | 8,40             | 4,67             |                  |
| Середня температура, °C                       | −0,6             | 1,52             | 6,04             | 10,66            | 15,89            | 18,62            | 20,05            | 19,50            | 15,50            | 10,22            | 4,42             | 0,71             |                  |
| Середній мінімум, °C                          | −6,69            | −4,55            | −0,06            | 4,57             | 9,82             | 12,51            | 16,07            | 15,54            | 11,54            | 6,25             | 0,45             | −3,25            |                  |
| Норма опадів, мм                              | 37               | 39               | 49               | 61               | 71               | 88               | 88               | 82               | 77               | 69               | 75               | 53               |                  |
| Середньомісячна швидкість вітру, м/с          | 2.10             | 2.30             | 2.68             | 2.70             | 2.50             | 2.20             | 2.14             | 1.90             | 1.90             | 2.00             | 2.10             | 2.10             |                  |
| Середньомісячна сонячна радіація, кДж/м²·день | 3960             | 6681             | 10547            | 14940            | 19078            | 21002            | 21423            | 18715            | 13811            | 8574             | 4388             | 3187             |                  |
| --------------------------------------------- | ---------------- | ---------------- | ---------------- | ---------------- | ---------------- | ---------------- | ---------------- | ---------------- | ---------------- | ---------------- | ---------------- | ---------------- | ---------------- |
| Джерело:                                      |                  |                  |                  |                  |                  |                  |                  |                  |                  |                  |                  |                  |                  |